# Битиодин
Битиодин (лат.Bithiodinum). 3-(1-Метилпиперидилиден)-ди-(2-тиенил)-метана цитрат.Противокашлевое средство, действие которого обусловлено главным образом влиянием на рецепторы слизистой оболочки дыхательных путей и в меньшей степени влиянием на центры ЦНС. По силе действия близок к кодеину, но в отличие от последнего не вызывает лекарственной зависимости. Обычно используется в качестве лекарства для облегчение кашля. 

## Синонимы
Antupex, Asverin, Bitiodin, Nodal, Tipepidinum, Tipepidini citras.

## Общая информация
Оказывает противокашлевое действие. Эффект связан главным образом с влиянием на рецепторы слизистой оболочки дыхательных путей, частично — с влиянием на центры продолговатого мозга. По силе действия близок к кодеину, но в отличие от последнего не вызывает пристрастия.
Применяют для успокоения кашля при заболеваниях лёгких и верхних дыхательных путей. Назначают внутрь взрослым в разовой дозе 0,01-0,03 г (10-30 мг) 2-3 раза в день. Суточная доза — до 0,1 г (100 мг).

## Физические свойства
Белый или белый с кремовым оттенком мелкокристаллический порошок горького вкуса. Мало растворим в воде и спирте.

## Форма выпуска
- Таблетки, содержащие по 0,01 г препарата, покрытые оболочкой жёлтого цвета, в упаковке по 10 или 25 штук.

## Хранение
Список Б в защищённом от света месте.